# Gnophos hindukushi
Gnophos hindukushi là một loài bướm đêm trong họ Geometridae.